# برايان كاستانيو
برايان كارلوس كاستانيو (بالإسبانية: Brian Castaño)‏ (12 سبتمبر 1989)، هو ملاكم محترف أرجنتيني حامل لقب بطولة العالم للوزن الخفيف المتوسط في رابطة الملاكمة العالمية أو (بالإنجليزية: World Boxing Association).

## النشأة وهواية الملاكمة
بدأ كاستانيو (بالإسبانية: Brian Castaño) الملاكمة في سن الحادية عشرة، بتدريب من قبل والده كارلوس، الذي كان أيضا ملاكم محترف. فاز كاستانيو بميدالية ذهبية في دورة ألعاب أمريكا الجنوبية وأحرز رقما قياسيا من 181-5-5 كأحد الهواة، بالفوز على منافسيه إيرول سبنس وإسكويفا فالكاو فلورينتي.
شارك كاستانيو في بطولة العالم للملاكمة للهواة لعام 2009، حيث فاز بأول مباراتين له قبل أن يخسر أمام جاك كولكاي كيث. كما مثل الأرجنتين في سلسلة الملاكمة العالمية. سجل كاستانيو رقما قياسيا 3-0 في سلسلة بطولة العالم، بما في ذلك الفوز الشهير على سيرجي ديريفيانشينكو، الذي كان في السابق لم يهزم في المسابقة.

### احتراف الملاكمة
بدأ كاستانيو بدايته الاحترافية في سبتمبر 2012، بعد أشهر من فوزه على ديريفيانشينكو. تغلب على اليخاندرو انطونيو دومينغيز بالضربة القاضية في الجولة الرابعة في لونا بارك بالعاصمة الأرجنتينية بوينس آيرس. فاز كاستانيو بأول مبارياته الثمانية، 7 عن طريق الضربة القاضية، قبل أن يغيب عن الملاعب بسبب مشاكل صحية ألمت به. بعد التعافي، انتقل كاستانيو إلى الولايات المتحدة، حيث خاض أربع نزالات وفاز بها على مدار العام. في نوفمبر 2016، حصل كاستانيو على لقب دوري أبطال أوروبا بفوزه على منافسه إيمانويل دي خيسوس في الجولة السابعة من القتال.

## سجل الملاكمة
| No. | النتيجة | سجل  | الخصم                      | النوع | الجولة، الوقت | التاريخ       | المكان                                     | الملاحظات                                                     |
| --- | ------- | ---- | -------------------------- | ----- | ------------- | ------------- | ------------------------------------------ | ------------------------------------------------------------- |
| 15  | فاز     | 15–0 | سيدريك فيتو                | TKO   | 12 (12)       | 10مارس2018    | باريس، فرنسا                               | احتفظ بلقب بطولة رابطة الملاكمة العالمية للوزن الخفيف المتوسط |
| 14  | فاز     | 14–0 | ميشيل سورو                 | SD    | 12            | 1يوليو2017    | إيفيان، فرنسا                              | احتفظ بلقب بطولة رابطة الملاكمة العالمية للوزن الخفيف المتوسط |
| 13  | فاز     | 13–0 | إيمانويل دي جيسوس          | KO    | 6 (12), 2:23  | 26نوفمبر2016  | غونزاليس كاتان، الأرجنتين                  | فاز بلقب بطولة رابطة الملاكمة العالمية للوزن الخفيف المتوسط   |
| 12  | فاز     | 12–0 | ماركوس ابشو                | TKO   | 5 (10), 2:03  | 12يوليو2016   | نيس، كاليفورنيا، الولايات المتحدة          |                                                               |
| 11  | فاز     | 11–0 | آرون غارسيا                | UD    | 8             | 18ديسمبر2015  | نيفادا، الولايات المتحدة                   |                                                               |
| 10  | فاز     | 10–0 | جوناثان باتيستا            | DQ    | 5 (6), 1:15   | 29أغسطس2015   | لوس أنجلوس، كاليفورنيا، الولايات المتحدة   |                                                               |
| 9   | فاز     | 9–0  | تود مانويل                 | TKO   | 1 (6), 2:53   | 26 يوليو2015  | شيلتون، واشنطن، الولايات المتحدة الأمريكية |                                                               |
| 8   | فاز     | 8–0  | كراستابو خافيير اندينو     | TKO   | 2 (10)        | 4 أبريل2015   | سان خوستو، الأرجنتين                       |                                                               |
| 7   | فاز     | 7–0  | سيزار ساستر سيلفا          | TKO   | 4 (8)         | 6 يونيو2014   | بينافيدس، الأرجنتين                        |                                                               |
| 6   | فاز     | 6–0  | خوان كويلار                | TKO   | 2 (6), 2:40   | 12 أبريل2014  | سان كارلوس دي بوليفار، الأرجنتين           |                                                               |
| 5   | فاز     | 5–0  | كلوديني لاسيردا            | TKO   | 5 (8), 2:46   | 12 أكتوبر2013 | سان مارتين، الأرجنتين                      |                                                               |
| 4   | فاز     | 4–0  | الأرجنتين سيزار فيليز      | TKO   | 2 (10), 2:27  | 25 مايو2013   | بوينس آيرس، الأرجنتين                      |                                                               |
| 3   | فاز     | 3–0  | بابلو رولدان               | UD    | 6             | 26 يناير2013  | مونتي هيرموسو، الأرجنتين                   |                                                               |
| 2   | فاز     | 2–0  | خوسيه كارلوس باز           | TKO   | 5 (6), 1:40   | 20 أكتوبر2012 | بوينس آيرس، الأرجنتين                      |                                                               |
| 1   | فاز     | 1–0  | اليخاندرو انطونيو دومينغيز | TKO   | 4 (6), 2:59   | 22سبتمبر2012  | بوينس آيرس، الأرجنتين                      |                                                               |

- قائمة أبطال الملاكمة في الوزن الخفيف المتوسط

- برايان كاستانيو على موقع بوكس ريك (الإنجليزية) (registration required)

1. ↑  BoxRec (بالإنجليزية والروسية), QID:Q895505
2. ↑  Brian Castaño: "Quiero marcar historia" | VAVEL.com نسخة محفوظة 09 نوفمبر 2017 على موقع واي باك مشين.
3. ↑  Argentina’s Best Prospect Brian Castaño is Ready to Make His Mark نسخة محفوظة 09 نوفمبر 2017 على موقع واي باك مشين.
4. ↑  New Faces: Brian Castaño - The Ring نسخة محفوظة 09 نوفمبر 2017 على موقع واي باك مشين.
5. ↑  “Como tardan, me la quieren chorear” denunció Castaño, el campeón de boxeo que tuvo que vencer a su rival y a los jueces - Infocielo نسخة محفوظة 09 نوفمبر 2017 على موقع واي باك مشين.
6. ↑  Especial | Expedición USA: por qué se van los boxeadores argentinos نسخة محفوظة 09 نوفمبر 2017 على موقع واي باك مشين.
7. ↑  Brian Castaño se consagró campeón mundial de boxeo: el video del KO, su indiscutible récord y la influencia del Chino Maidana - LA NACION نسخة محفوظة 09 نوفمبر 2017 على موقع واي باك مشين.